# ARINC 429

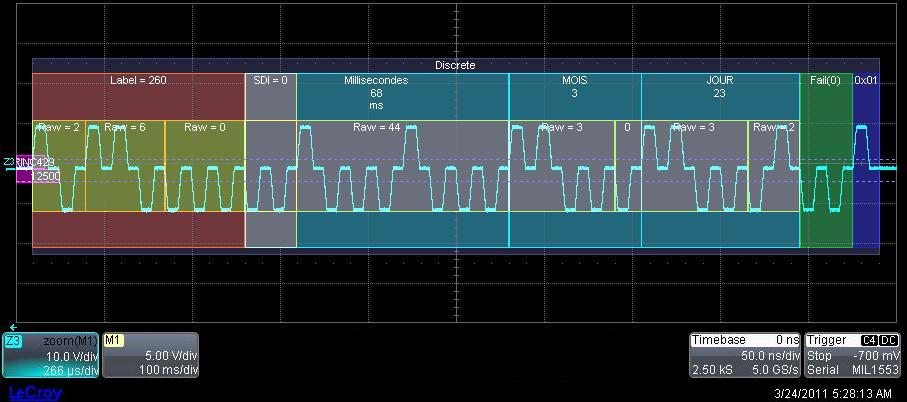
Palabra ARINC 429 de 32 bits, con campos descodificados.

ARINC 429 (Aeronautical Radio Inc.) es un estándar que determina las características que se precisan para llevar a cabo intercambios de datos dentro de muchos sistemas de aviónica de aeronaves comerciales y de transporte. ARINC 429 es el bus de datos predominante en aviónica. Define las interfaces físicas y eléctricas para una comunicación unidireccional (mediante 2 hilos independientes), además de un protocolo de datos para dar soporte a una red local aviónica en un avión.
Básicamente describe las funciones de los medios de información digitales que se encuentran en las aeronaves.

## Descripción técnica
ARINC 429 es una especificación técnica de buses utilizada para definir buses dentro de la aviónica usada en aeronaves. Define un bus unidireccional compuesto por 2 hilos unidireccionales de datos estándar (puertos Tx y Rx). Ese estándar de datos es conocido como DITS (Digital Information Transfer System o sistema de transferencia de información digital Marca 33).
Sus principales características técnicas son:
- La transmisión se realiza en serie, en palabras de 32 bits más un tiempo muerto denominado “gap” y mediante un par de cables trenzados y apantallados en lazo abierto “open loop”.

- La fuente y el destino deben estar conectados mediante un par de cables trenzados y apantallados. El apantallamiento debe conectarse a masa en ambos lados de la conexión y en todos los conectores intermedios del cableado.

- Los mensajes se transmiten de 12,5 a 100 kbps[3] a otros elementos del sistema de vigilancia que son el bus de mensajes. Las características del mensaje son:
  - La información fluye desde una puerta de transmisión hasta una o varias puertas de recepción.
  - En ningún caso la información puede llegar hasta una puerta destinada a la transmisión.
  - La transmisión entre 2 computadores en ambos sentidos se realiza por buses independientes.

- El transmisor siempre transmite, ya sea 32 bits de datos (palabra) o el estado nulo.

- Un bus (cable de par) se limita a un transmisor y no más de 20 receptores.

- El protocolo permite función auto-reloj en el receptor final, eliminando así la necesidad de transmitir la señal de reloj (usada para sincronización) en los datos que existían en anteriores protocolos como ARINC-568 (6 hilos).

- Características de velocidad:
  - Transmisión en alta velocidad 100 kbps
  - Transmisión en baja velocidad 12 a 14,5 kbps
  - No se pueden utilizar ambas velocidades en el mismo bus.

### Formato de Palabras de datos
En ARINC 429 cada palabra está formada por 32 bits y contiene 5 campos: 
- El bit 32 es el bit de paridad y se utiliza para verificar que la palabra no fue dañada durante la transmisión o que es ilegible.

- Los bits 30 y 31 forman la matriz de Señal/Estado, o SSM, y con frecuencia indican si la palabra es válida. Los valores posibles son:
  - OP (operacional). Indica que los datos de esta palabra se consideran correctos.
  - TEST. Indica que los datos son proporcionados por una fuente de prueba.
  - FAIL. Indica un error de hardware que ha causado pérdida de datos.
  - NCD (no hay datos computados). Indica que faltan datos o que son inexactos, debido a alguna razón que no está vinculada al hardware. Por ejemplo, los comandos del piloto automático se muestran como NCD cuando el piloto automático no está activado.
  - La SSM puede indicar también el signo (+/-) de los datos (por ejemplo usada en altura) o información relacionada, como la orientación (Norte / Sur / Este / Oeste).

- Los bits del 11 al 29 contendrán los datos. Dichos datos se encuentran codificados en sistema BCD o el BNR. Estas son las codificaciones comunes en ARINC 429. También se pueden utilizar formatos de datos mixtos.

- Los bits 9 y 10 son los Identificadores de Origen/Destino (SDI) e indican a que receptor van dirigidos los datos o, con mayor frecuencia, cual es el subsistema de transmisión de datos.
- Los bits del 1 a 8 contienen una etiqueta, expresada en octal, identificando el tipo de datos.

### Etiquetas
Las directrices para crear etiquetas también se proporcionan como parte de la especificación ARINC 429 para diversos tipos de equipo.
Cada aeronave contendrá diferentes sistemas electrónicos, tales como los ordenadores de gestión de vuelo, sistemas de referencia inerciales, las computadoras de datos aéreos, radio altímetros, radios, GPS y sensores. Para cada tipo de equipo se define un conjunto de parámetros estándar que es común a todos los fabricantes y modelos. Por ejemplo, cualquier computadora de datos aéreos proporcionará la altura barométrica de la aeronave según la etiqueta 204. Esto permite cierto grado de intercambiabilidad de piezas, gracias a que las computadoras de datos aéreos se comportan, en su mayor parte, de la misma manera.
Debido a que hay un número limitado de etiquetas, es posible que una misma etiqueta tenga efectos diferentes según su uso. Por ejemplo, la 204 puede ser enviada a un sensor GPS o a otro tipo de sensor. En las aeronaves, incluso hay muchos parámetros comunes que utilizar la misma etiqueta, independientemente de la fuente.
Además de todo esto, como con cualquier especificación, cada fabricante tiene ligeras diferencias a partir de la especificación formal; por ejemplo, proporcionando datos adicionales, más allá de la especificación, dejando de lado algunos datos recomendados por el pliego de condiciones u otros cambios. 

### Protección contra la interferencia
La prohibición sobre el uso de determinados dispositivos electrónicos en vuelo de aviones comerciales se ha convertido en una cuestión controvertida, ya que, aunque normalmente se justifica como un requisito de seguridad para evitar la interferencia con la aviónica de la aeronave, es criticado por aquellos que argumentan que los teléfonos móviles, WiFi, Bluetooth, y otros sistemas de radiocomunicación digital no son capaces de interferir con los protocolos robustos tales como ARINC. 
Las distorsiones se pueden producir por:
- Características de los cables.
- Errores eléctricos.
- Ruido de interferencias eléctricas.

ARINC 429 emplea varios métodos protocolizados tanto físicos como eléctricos, para reducir al mínimo las interferencias electromagnéticas causadas a bordo por elementos de radio y por otros cables de transmisión. 
El cableado es par trenzado blindado de 78Ω. Las señales ARINC introducen un diferencial de 15V entre dato y dato para transmisión bifásica (por ejemplo 5V para el primer dato y –10V para el siguiente) y la especificación define límites de subidas y bajadas de tensión aceptables.
Los niveles de voltaje del transmisor son: +5V, 0V y ‐5V cada conductor con respecto a tierra; +10V, 0V y ‐10V entre el conductor A y el B.
Para la señal en el receptor se utiliza modulación bipolar RZ (retorno a cero) con 3 estados (“HI”, “NULL” y “LO” entre el cable A y el B), reduciendo aún más las emisiones de ruido EMI producidas por el mismo cable. Esos 3 estados tienen los siguientes rangos de voltaje:
- HI dentro del rango +7,5V a +11V
- NULL dentro del rango +0,5V a ‐0,5V
- LO dentro del rango ‐7,5V a ‐11V

A pesar de todo ello, si uno de los lados de la línea de transmisión se encuentra en circuito abierto o en corto, se debilita la inmunidad contra el ruido, lo que puede producir un fallo intermitente.